# Windows Desktop Gadgets
Windows Sidebar o Gadget di Windows è un gestore di gadget che risiede in Windows Vista e Windows 7. Con questa funzionalità è possibile personalizzare il desktop con oggetti che possono essere utili per esempio l'orologio, visualizzatore di mappe, motori di ricerca ecc. Questi oggetti, denominati gadget, sono ancorati in una barra laterale ma è possibile spostarli cliccandoci sopra con il mouse e trascinarli in altre aree del desktop, sebbene ciò non sia possibile con tutti i gadget. La funzionalità è disponibile in tutte le edizioni di Windows Vista e Windows 7.

## Il ritiro
Dopo aver conosciuto un periodo di grande diffusione tra gli utenti di Windows, Microsoft nel 2013 ne ha sconsigliato l'utilizzo, pubblicando un avviso di sicurezza online nel quale si evidenziava che l'applicativo mostrava alcune vulnerabilità che potevano essere sfruttate da un utente malintenzionato per assumere il controllo del computer e fare danni, o rubare le credenziali di posta. In un'informativa sulla sicurezza pubblicata dalla stessa Microsoft si leggevano queste testuali parole: "I gadget possono essere sfruttati per danneggiare il tuo computer, accedere ai file nel computer, visualizzare contenuti di cattivo gusto o modificare il proprio comportamento in qualsiasi momento. Un utente malintenzionato potrebbe addirittura usare un gadget per assumere il pieno controllo del PC."

## Sviluppo di terze parti
Sviluppatori di terze parti crearono degli installer di Windows Sidebar, con la stessa meccanica di linguaggio (html) dell'originale, stessa finestra per l'aggiunta dei gadget e collegamento nel Pannello di Controllo, permettendo quindi di avere i gadget su Windows 8, 10 e 11.